# Ours
Ours é uma canção da cantora americana Taylor Swift. A canção foi lançada no dia 5 de Dezembro de 2011 como sexto single oficial do terceiro álbum de estúdio da cantora, Speak Now. "Ours" é a primeira canção do segundo CD da edição deluxe do álbum Speak Now.

## Videoclipe
De acordo com Taylor, no dia 3 de novembro de 2011, ela havia terminado o segundo dia de filmagens para o vídeo da música "Ours". O clipe estreou no E! Notícias e E! On-line em 2 de dezembro de 2011 às 7:00pm ET. A própria Taylor Swift surgiu com o conceito para o vídeo. Em entrevista ao E! Notícias, Swift descreve sua ideia: "Eu tinha uma ideia muito definitiva do que eu queria este vídeo para ser." O vídeo é dirigido por Declan Whitebloom, que também dirigiu o videoclipe de "Mean", e divulgou em entrevista ao canal E!: "Quando Taylor diz: "Eu tenho uma ideia, 'você tem que ouvir o que ela vai dizer. E assim eu fiz, e foi uma grande ideia e eu amei isso!"

## Lista de faixas
- Digital download[5]

1. "Ours" – 3:59

- CD Single[6]

1. "Ours" – 3:59
2. "Ours" (Live) – 4:05

## Desempenho nas paradas musicais
| Parada (2011)                                     | Melhor posição |
| ------------------------------------------------- | -------------- |
| Austrália - (ARIA)                                | 91             |
| Canadá - (Canadian Hot 100)                       | 71             |
| Reino Unido - (The Official Charts Company)       | 181            |
| Estados Unidos - Billboard Hot 100                | 13             |
| Estados Unidos - US Hot Country Songs (Billboard) | 1              |

## Histórico de lançamento
| País           | Data                   | Formato          | Gravadora           |
| -------------- | ---------------------- | ---------------- | ------------------- |
| Estados Unidos | 8 de novembro de 2011  | Download digital | Big Machine Records |
| Estados Unidos | 21 de novembro de 2011 | CD single        | Big Machine Records |
| Estados Unidos | 5 de dezembro de 2011  | Country rádio    | Big Machine Records |